# Quivicán
Quivicán là đô thị chủ yếu nông nghiệp ở tỉnh La Habana của Cuba. Vị trí ở phía nam tỉnh, giáp vơi vịnh Batabanó. Tên gọi có gốc Taino (viết  Quibicán).
Năm thành lập là 1700.

## Thông tin nhân khẩu
Năm 2004, đô thị Quivicán có dân số 29.253 người. Diện tích là 283 km² (109,3 mi²), với mật độ dân số là 103,4người/km² (267,8người/sq mi).
Đô thị này được chia thành các phường (barrio) Delicias, Güiro Marrero và Pueblo.